# Pulvillophylus
Pulvillophylus is een geslacht van wantsen uit de familie van de Miridae (Blindwantsen). Het geslacht werd voor het eerst wetenschappelijk beschreven door Schuh & Schwartz in 2016.

## Soorten
Het genus bevat de volgende soorten:

- Pulvillophylus angustus Schuh & Schwartz, 2016
- Pulvillophylus croninensis Schuh & Schwartz, 2016
- Pulvillophylus cuneomaculatus Schwartz & Schuh, 2016
- Pulvillophylus cuneotinctus Schuh & Schwartz, 2016
- Pulvillophylus ecdeiocoleae Schwartz & Schuh, 2016
- Pulvillophylus rossi Schuh & Schwartz, 2016
- Pulvillophylus rubritinctus Schuh & Schwartz, 2016